# Villiers-sous-Praslin
Pour les articles homonymes, voir Villiers et Praslin.
Villiers-sous-Praslin est une commune française, située dans le département de l'Aube en région Grand Est.

## Géographie
| Lantages | Vougrey               | Villemorien |
|          | Villiers-sous-Praslin |             |
| Praslin  |                       | Arrelles    |

### Hydrographie
La commune est dans la région hydrographique « la Seine de sa source au confluent de l'Oise (exclu) » au sein du bassin Seine-Normandie. Elle est drainée par la Sarce, le Fossé 01 du Val Clairon, le Val des Thées et divers autres petits cours d'eau,.
La Sarce, d'une longueur de 30 km, prend sa source dans la commune de Bragelogne-Beauvoir et se jette  dans un bras de la Seine à Virey-sous-Bar, après avoir traversé huit communes.

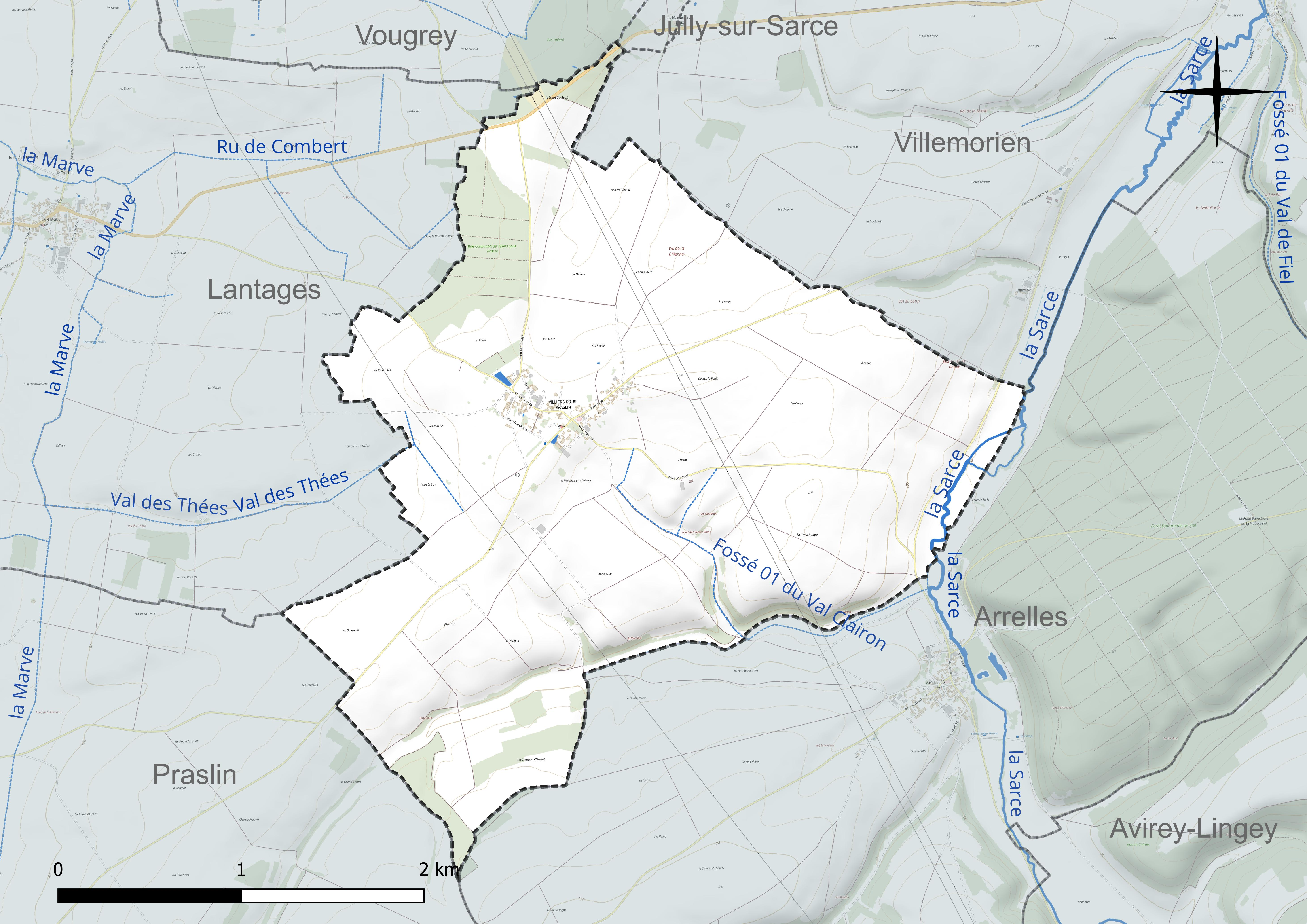
Réseau hydrographique de Villiers-sous-Praslin.

### Climat
Pour des articles plus généraux, voir Climat du Grand Est et Climat de l'Aube.
En 2010, le climat de la commune est de type climat océanique dégradé des plaines du Centre et du Nord, selon une étude du Centre national de la recherche scientifique s'appuyant sur une série de données couvrant la période 1971-2000. En 2020, Météo-France publie une typologie des climats de la France métropolitaine dans laquelle la commune est exposée à un climat océanique altéré et est dans la région climatique Lorraine, plateau de Langres, Morvan, caractérisée par un hiver rude (1,5 °C), des vents modérés et des brouillards fréquents en automne et hiver.
Pour la période 1971-2000, la température annuelle moyenne est de 10,4 °C, avec une amplitude thermique annuelle de 15,8 °C. Le cumul annuel moyen de précipitations est de 812 mm, avec 11,6 jours de précipitations en janvier et 8,2 jours en juillet. Pour la période 1991-2020, la température moyenne annuelle observée sur la station météorologique de Météo-France la plus proche, « Celles-sur-ource », sur la commune de Celles-sur-Ource à 11 km à vol d'oiseau, est de 11,4 °C et le cumul annuel moyen de précipitations est de 747,2 mm. 
La température maximale relevée sur cette station est de 40,6 °C, atteinte le 25 juillet 2019 ; la température minimale est de −15 °C, atteinte le 1er mars 2005,,.
Les paramètres climatiques de la commune ont été estimés pour le milieu du siècle (2041-2070) selon différents scénarios d'émission de gaz à effet de serre à partir des nouvelles projections climatiques de référence DRIAS-2020. Ils sont consultables sur un site dédié publié par Météo-France en novembre 2022.

## Urbanisme

### Typologie
Au 1er janvier 2024, Villiers-sous-Praslin est catégorisée commune rurale à habitat dispersé, selon la nouvelle grille communale de densité à 7 niveaux définie par l'Insee en 2022.
Elle est située hors unité urbaine. Par ailleurs la commune fait partie de l'aire d'attraction de Troyes, dont elle est une commune de la couronne,. Cette aire, qui regroupe 209 communes, est catégorisée dans les aires de 200 000 à moins de 700 000 habitants,.

### Occupation des sols
L'occupation des sols de la commune, telle qu'elle ressort de la base de données européenne d’occupation biophysique des sols Corine Land Cover (CLC), est marquée par l'importance des territoires agricoles (92,3 % en 2018), une proportion sensiblement équivalente à celle de 1990 (92,1 %). La répartition détaillée en 2018 est la suivante : 
terres arables (85,1 %), zones agricoles hétérogènes (6,8 %), forêts (4,7 %), zones urbanisées (3 %), prairies (0,4 %). L'évolution de l’occupation des sols de la commune et de ses infrastructures peut être observée sur les différentes représentations cartographiques du territoire : la carte de Cassini (XVIIIe siècle), la carte d'état-major (1820-1866) et les cartes ou photos aériennes de l'IGN pour la période actuelle (1950 à aujourd'hui).

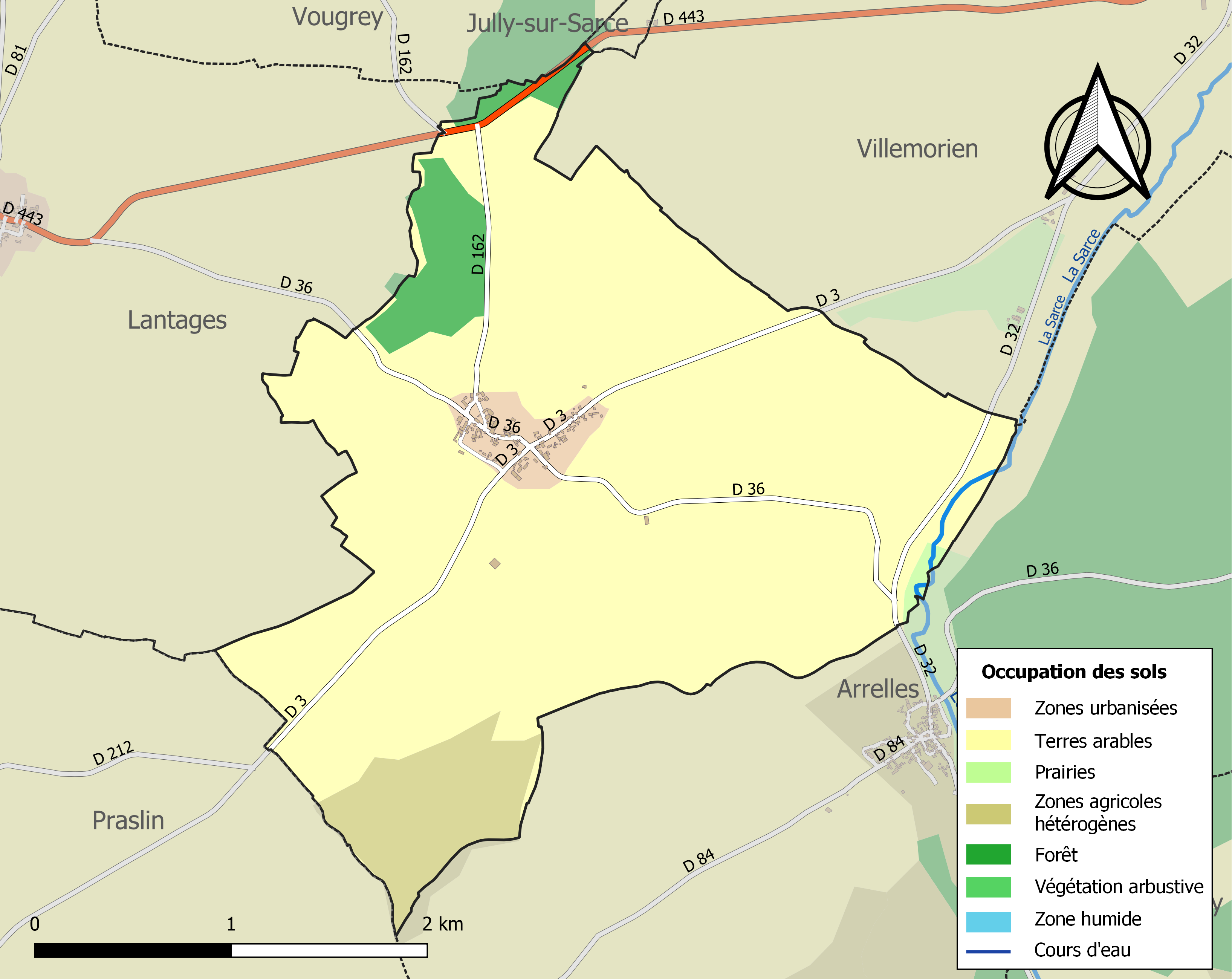
Carte des infrastructures et de l'occupation des sols de la commune en 2018 (CLC).

## Toponymie
Le cadastre de 1835 cite au territoire : Aigremont, Bellevue, Epinotte, Fontaine-au-Chèvres, la Foret, le Four, Moulin-à-Vent, Moulin-Roget, Tinteville et les Vaux.
Au cours de la Révolution française, la commune porta provisoirement le nom de Villiers-le-Merlet. Il remplaçait l'ancienne appellation de Villiers-le-Merderel, ou la forme Merdret sur les cahiers de doléances de 1789.

## Histoire
Le fief de Villiers dépendait de l'Isle et faisait partie du domaine de Praslin. En 1492, Jean V et Ferry d'Aumont, frères, tenaient à Villers toutes justices, la Mairie, censives et une coutumes d'une géline par feu. Le village ne comptait plus que cinq feu à cette période. En 1748, Gaston de Ponts, comte de Praslin tenait le fief de Villiers le Merdret et l'Etat des émigrés cite un moulin et dépendances, cinquante trois journées de terre, huit arpents et demi de prés. Un four banal était cité au XVIe siècle et les biens communaux : cent arpents de terre en une pièce attenante au chemin allant à Troyes et une autre pièce de peu de valeur pour y pâturer.
En 1789, le village dépendait de l'intendance et de la généralité de Châlons, de l'élection de Bar-sur-Aube et du bailliage de Troyes. En 1438, Villiers relevait de l'élection de Langres.
Un recteur d'école est cité en 1790, il était payé quarante Livres par an pour cela et gagnait vingt autres livres comme manouvrier.

## Politique et administration
Du 29 janvier au 29 novembre 1790 la commune était au canton de Bar avant de passer à celui de Polisy jusqu'en l'an X.

### Liste des maires
| Période                                  | Période   | Identité         | Étiquette | Qualité   |
| ---------------------------------------- | --------- | ---------------- | --------- | --------- |
| Les données manquantes sont à compléter. |           |                  |           |           |
| mars 2001                                | 2008      | Colette Tabouret |           |           |
| mars 2008                                | mars 2020 | Michel Boyer     | DVD       | Retraité  |
| mars 2020                                | En cours  | Sylviane Villin  | DVD       | Retraitée |

## Population et société

### Démographie
L'évolution du nombre d'habitants est connue à travers les recensements de la population effectués dans la commune depuis 1793. Pour les communes de moins de 10 000 habitants, une enquête de recensement portant sur toute la population est réalisée tous les cinq ans, les populations de référence des années intermédiaires étant quant à elles estimées par interpolation ou extrapolation. Pour la commune, le premier recensement exhaustif entrant dans le cadre du nouveau dispositif a été réalisé en 2007.

En 2022, la commune comptait 68 habitants, en évolution de −4,23 % par rapport à 2016 (Aube : +0,7 %, France hors Mayotte : +2,11 %).
| 1793 | 1800 | 1806 | 1821 | 1831 | 1836 | 1841 | 1846 | 1851 |
| ---- | ---- | ---- | ---- | ---- | ---- | ---- | ---- | ---- |
| 405  | 370  | 370  | 369  | 330  | 344  | 331  | 342  | 331  |

| 1856 | 1861 | 1866 | 1872 | 1876 | 1881 | 1886 | 1891 | 1896 |
| ---- | ---- | ---- | ---- | ---- | ---- | ---- | ---- | ---- |
| 307  | 295  | 275  | 268  | 243  | 220  | 225  | 225  | 209  |

| 1901 | 1906 | 1911 | 1921 | 1926 | 1931 | 1936 | 1946 | 1954 |
| ---- | ---- | ---- | ---- | ---- | ---- | ---- | ---- | ---- |
| 188  | 193  | 172  | 150  | 144  | 134  | 140  | 127  | 125  |

| 1962 | 1968 | 1975 | 1982 | 1990 | 1999 | 2006 | 2007 | 2012 |
| ---- | ---- | ---- | ---- | ---- | ---- | ---- | ---- | ---- |
| 119  | 102  | 109  | 97   | 77   | 60   | 67   | 68   | 70   |

| 2017 | 2022 | - | - | - | - | - | - | - |
| ---- | ---- | - | - | - | - | - | - | - |
| 71   | 68   | - | - | - | - | - | - | - |

## Culture locale et patrimoine

### Lieux et monuments
L'église, sous le vocable de Saint-Nicolas était une succursale de la paroisse d'Arelles et du doyenné de Bar-sur-Aube jusqu'au XVIIIe siècle ; le commandeur d'Avalleur était décimateur. En 1789, les habitants obtinrent que le curé de la paroisse résida à VIlliers en augmentant en même temps ce qu'ils versaient au curé. Dans ce bâtiment du XIXe siècle il faut compter comme mobilier :
- Sainte Marguerite en calcaire polychrome[23],
- Marie et l'enfant Jésus en calcaire polychrome et doré[24],
- Saint Roch en statuette en calcaire polychrome[25] toutes du XVIe siècle ;
- Une croix de procession[26] du XVe siècle en bois, cuivre et argent.